# 4 Brygada Celna
4 Brygada Celna – jednostka organizacyjna polskich formacji granicznych II Rzeczypospolitej.
W listopadzie 1921 Ministerstwo Spraw Wewnętrznych postanowiło powołać na terenach podległych województw wschodnich brygady celne. Dowództwo 4 Brygady Celnej rozmieszczono w Milatynie. Na stanowisko dowódcy brygady powołano płk. Stanisława Kowalskiego.
W dniu 29 maja 1922 przeprowadzono reorganizację ochrony granicy wschodniej. Zadania Głównej Komendy Batalionów Celnych przejęło  Ministerstwo Spraw Wewnętrznych.

## Struktura organizacyjna
- dowództwo brygady[1]
- 10 batalion celny
- 11 batalion celny
- 12 batalion celny